# Hannut
Hannut (nld. Hannuit, wa. Haneù) – miasto w Belgii, w Regionie Walońskim, w prowincji Liège, w okręgu Waremme. 1 stycznia 2024 roku liczyło 17 134 mieszkańców.

## Podział administracyjny
W skład miasta wchodzi 17 dzielnic (section):
- Abolens
- Avernas-le-Bauduin
- Avin
- Bertrée
- Blehen
- Cras-Avernas
- Crehen
- Grand-Hallet
- Lens-Saint-Remy
- Merdorp
- Moxhe
- Petit-Hallet (Klein Halleer)
- Poucet
- Thisnes
- Trognée (Truielingen)
- Villers-le-Peuplier
- Wansin